# Fritz Indra

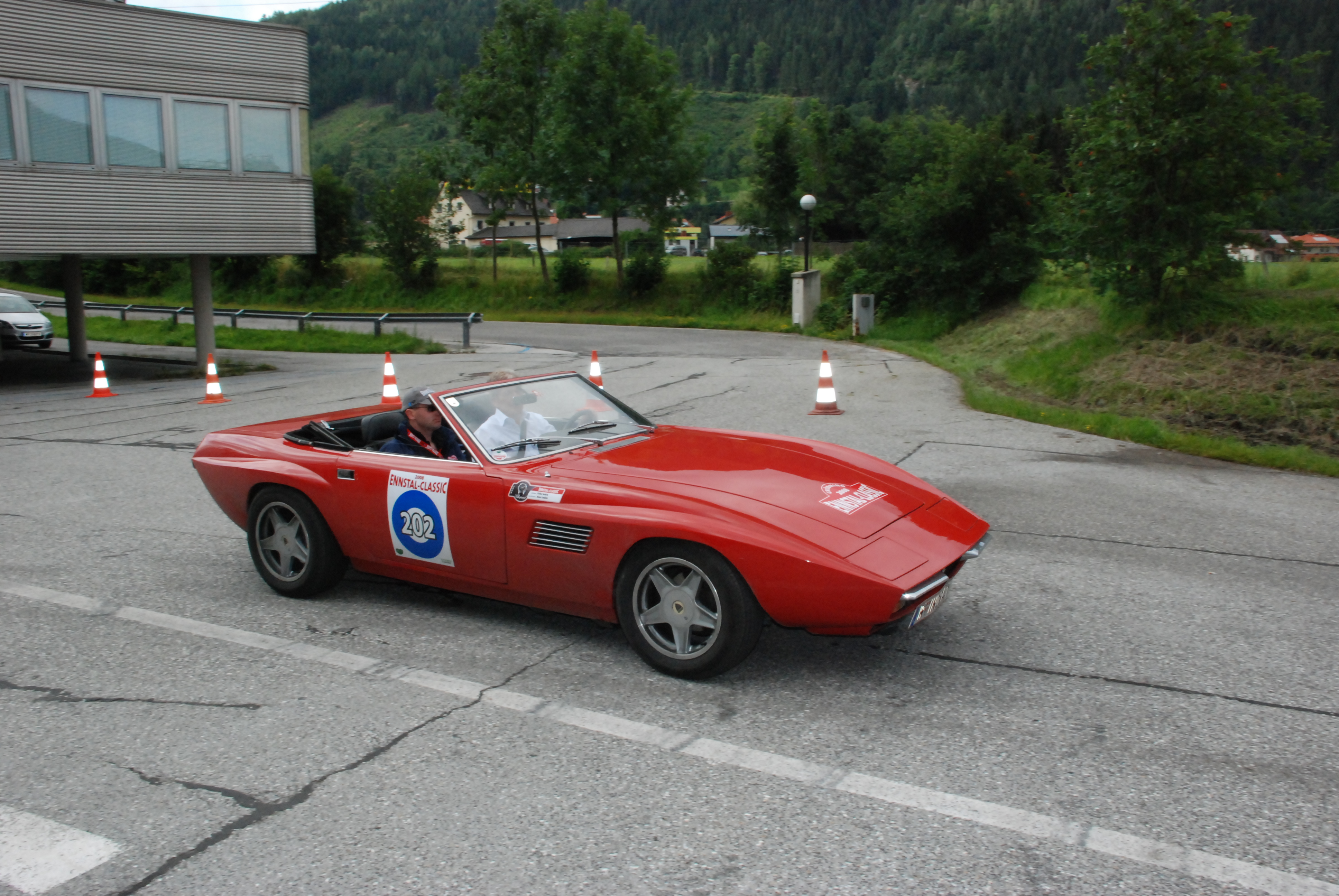
Fritz Indra bei der Ennstal-Classic 2008 am Steuer seines 1972er Intermeccanica Indra

Fritz Indra (geboren 22. März 1940 in Wien als Friedrich Indra) ist ein österreichischer Diplom-Ingenieur und Motoren- und Fahrzeugentwickler.

## Leben
Fritz Indra hatte bereits als 10-jähriger den Wunsch, Motoren bauen zu wollen. Er studierte Maschinenbau an der Technischen Universität Wien, wo er 1969 in den Technischen Wissenschaften zum Dr. techn. promovierte. Von 1968 bis 1971 war er Hochschulassistent.
Von 1971 bis 1979 arbeitete er bei Alpina als Entwicklungsleiter und von 1979 bis 1985 aufgrund seiner Expertise für Turbomotoren als Leiter der Motorenkonstruktion bei Audi.
Von 1985 bis 1998 hatte er bei Opel die Leitung der Motoren-Entwicklung und den Posten des Direktors in der Vorausentwicklung inne.
Der von ihm mitentwickelte C20XE mit Vierventiltechnik galt zum Zeitpunkt seiner Einführung mit 37 % als der Ottomotor mit dem höchsten Wirkungsgrad. Indra arbeitete auch an den ersten Ecotec-Motoren mit, darunter dem X10XE, einem Dreizylinder-Ottomotor, der mit dem „Goldenen Öltropfen“ des Automobilclubs Kraftfahrer-Schutz ausgezeichnet wurde. Ebenso konstruierte er die ersten Diesel-Direkteinspritzer (Y20… und Y22…) mit Vierventiltechnik und nur einer obenliegenden Nockenwelle (SOHC).
Von 1997 bis Ende März 2005 war er Executive Director in der Vorausentwicklung bei General Motors Powertrain in Detroit. Nebenbei war er Mitglied im Aufsichtsrat des Pan Asian Automotiv Center in Shanghai und der Metal Casting Technology in Milford.
Seit 1985 unterrichtet er an der TU Wien als Lehrbeauftragter, 1991 wurde er zum Honorarprofessor für Verbrennungskraftmaschinen ernannt. 1996 wurde diese Professur auf unbestimmte Zeit verlängert. Indra unterrichtete im Fachgebiet „Rennmotoren und Rennwagen“.
Er übt seit seiner Pensionierung beratende Tätigkeiten aus, so ist er bei AVL List „Executive Advisor to the Chairman and CEO“.

## Auszeichnungen
- 1983 erhielt er für die Innovation der von ihm entwickelten Audi-Turbomotoren den Preis der IGM.[10]
- Im Oktober 1998 wurde er von Bundespräsident Thomas Klestil mit dem Großen Goldenen Ehrenzeichen für die Verdienste um die Republik Österreich ausgezeichnet.[11][12]
- Am 2. November 2009 wurde ihm durch die Arbeitsgemeinschaft für Motorveteranen (AMV) der Béla-Barényi-Preis für „Verdienste um die historische Kraftfahrt“ in der Clubzentrale des ÖAMTC am Schubertring in Wien überreicht.[5]

## Sonstiges
- Fritz Indra besaß selbst ein Exemplar des Intermeccanica Indra in Cabrio-Ausführung,[13] an dessen Entwicklung er jedoch nicht beteiligt war.
- Indra ist Mitglied des wissenschaftlichen Beirats der MTZ und Privatmitglied der „Gesellschaft zur Förderung des Ingenieurstudiums in Rüsselsheim e. V.“[14]
- Fritz Indra ist regelmäßiger Gast auf dem YouTube-Kanal Alte Schule und berichtet über die Highlights und Flops des Motorenbaus.[15]
- Indra ist in den Medien als „Motorenpapst“ bekannt und er ist Gegner des Elektroautos.[3]

## Publikationen
- mit Niki Lauda und Herbert Völker: Formel 1. Technik und Praxis des Grand-Prix-Sports. Motorbuch Verlag, 1975, ISBN 3-85368-817-9.
- mit Gert Hack: Formel-1-Motoren unter der Lupe, 1. Auflage. Motorbuch Verlag, Stuttgart 1985, ISBN 3-613-01075-5.
- mit Niki Lauda und Herbert Völker: Die neue Formel 1. Das Turbo-Zeitalter. Orac Verlag, Wien 1992, ISBN 3-85368-910-8.
- mit Gert Hack: Formel-1-Motoren, 1. Auflage. Motorbuch-Verlag, Stuttgart 1997, ISBN 3-613-01803-9.
- mit Gert Hack: Mehrventilmotoren. Entwicklung – Technik – Typen, 1. Auflage Motorbuch-Verlag, Stuttgart 2003, ISBN 3-613-02260-5.